# ۱۶۹ (پیش از میلاد)
۱۶۹ (پیش از میلاد) ۱۶۹مین سال قبل از تقویم میلادی است.